# Larry Fitzgerald
Larry Darnell Fitzgerald, Jr. (urodzony 31 sierpnia 1983 roku w Minneapolis w stanie Minnesota) – amerykański zawodnik futbolu amerykańskiego, grający na pozycji wide receiver. W rozgrywkach akademickich NCAA występował w drużynie University of Pittsburgh.
W roku 2004 przystąpił do draftu NFL. Został wybrany w pierwszej rundzie (3. wybór) przez zespół Arizona Cardinals. W drużynie z Arizony występuje do tej pory.
Fitzgerald sześciokrotnie został powołany do meczu gwiazd Pro Bowl, a czterokrotnie do najlepszej drużyny ligi All-Pro.